# We Will Rock You (musical)

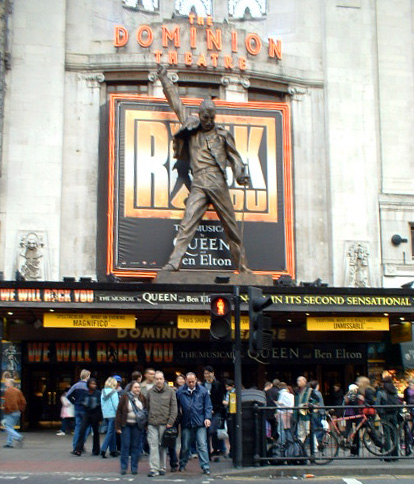
Ingang van het Dominion Theatre in Londen met de reclame voor de musical

We Will Rock You is een musical gebaseerd op muziek van Queen en vernoemd naar een van hun grootste hits We Will Rock You. De musical is geschreven door de Britse komediant en auteur Ben Elton in samenwerking met Queenleden Brian May en Roger Taylor.
De musical draait om de muziek van Queen en een aantal nummers is speciaal herschreven. Ook komen er personages in de musical voor die zijn gebaseerd op nummers van Queen. De muzikanten van Queen zelf spelen echter geen rol in het stuk. Deze musical vertelt het verhaal van een wereld 300 jaar in de toekomst waar door mensen gemaakte muziek, op echte instrumenten, verboden is en waar alleen digitaal geproduceerde muziek toegestaan is. Een gedeelte van de jeugd komt hiertegen in opstand en de 'echte' muziek zegeviert weer. In ieder land waar deze musical te zien is wordt een aantal nummers in die taal gezongen.
De musical werd voor het eerst op 14 mei 2002 uitgevoerd in het Dominion Theatre in het Londense West End. De laatste voorstelling is uitgevoerd op 31 mei 2014. Zowel Brian May als Roger Taylor speelde deze voorstelling mee.
Inmiddels is de musical te zien geweest (in vertaalde vorm) in Nederland, Engeland, Duitsland, Spanje, Australië, Japan, Canada, Zuid-Afrika, Rusland, Zwitserland, Oostenrijk, Italië, België en de VS. Naast de versie in het Dominion Theatre in Londen is er ook een tournee van de originele versie door het Verenigd Koninkrijk, en later de rest van de wereld, geweest. Als onderdeel van deze 10th Anniversary World Arena Tour stond de show in april 2013 in de Heineken Music Hall.

## Nederland
De musical is ook in Nederland opgevoerd. Hij werd geproduceerd door Joop van den Ende Theaterproducties en was te zien in het Beatrix Theater in Utrecht. De vertaling voor de Nederlandse versie is gedaan door Martine Bijl. In 2013 kwam de originele Engelse versie naar Nederland.
De musical, die van 21 augustus 2010 tot 13 augustus 2011 te zien was en op 3 september 2010 haar officiële Nederlandse première beleefde, is een coproductie met QUEEN Theatrical Productions en Michael Brenner. Roger Taylor en Brian May speelden op de première. Op 13 augustus 2011 zal We Will Rock You voor het laatst spelen. Daarna gaat de productie spelen in Antwerpen, met Tim Driesen als Galileo, Goele De Raedt als Killer Queen en Karel Deruwe als DJ. De rest van de cast blijft hetzelfde.
Vanaf maart 2026 produceert Albert Verlinde een nieuwe Nederlandse versie die in DeLaMar in Première gaat.

### Originele Nederlandse cast
| Rol                    | 2010/2011 Première cast (Stage Entertainment ) | 2011 Laatste Cast Stage Entertainment       | 2026 Albert Verlinde |
| ---------------------- | ---------------------------------------------- | ------------------------------------------- | -------------------- |
| Galileo                | John Vooijs                                    | John Vooijs                                 | Brecht van Arnhem    |
| Alternate Galileo      | Charly Luske                                   | Charly Luske                                |                      |
| Understudy's           | Sandor Sturbl, Ivo Chundro                     | Sandor Sturbl, Ivo Chundro                  |                      |
| Scaramouche            | Marjolein Teepen                               | Marjolein Teepen                            | Magtel de Laat       |
| Understudy's           | Lara Grünfeld, Anne Stalman, Latoya Rafaëla    | Lara Grünfeld, Anne Stalman, Latoya Rafaëla |                      |
| Killer Queen           | Pia Douwes                                     | Antje Monteiro                              | Nyassa Alberta       |
| Alternate Killer Queen | Danielle Veneman                               | Danielle Veneman                            |                      |
| Understudy             | Anne Stalman                                   | Anne Stalman                                |                      |
| Khashoggi              | Paul Donkers                                   | Paul Donkers                                | Luuk Haaze           |
| Understudy's           | Martin Strizko, Ger Savelkoul                  | Martin Strizko, Ger Savelkoul               |                      |
| Britt                  | Charly Luske                                   | Martin van der Starre                       | Lucas Hamming        |
| Alternate Britt        | Ruud van Overdijk                              | Charly Luske                                |                      |
| Understudy's           | Marlon David Henry, Ivo Chundro                | Marlon David Henry, Ivo Chundro             |                      |
| Ozzy                   | Floortje Smit                                  | Floortje Smit                               | Naima Bayo           |
| Understudy's           | Ann de Brandt, Laurie Reijs                    | Ann de Brandt, Laurie Reijs                 |                      |
| DJ                     | Rutger le Poole                                | Rutger le Poole                             | Diederik Rep         |
| Understudy's           | Ger Savelkoul, Charly Luske                    | Ger Savelkoul, Charly Luske                 |                      |

In verband met de blessure van Martin van der Starre delen Charly Luske en Martin van der Starre de rol van Britt
2010/2011 Ensemble en Swings:
Sandor Stübl, Lara Grünfeld, Latoya Rafaëla, Anne Stalman, Martin Stritzko, Marlon David Henry, An De Brandt, Laurie Reijs, Ger Savelkoul, Saar Bressers, Terence Lammerts van Bueren, Jeroen Duijghuisen, Marjolein van Haren, Roderick de Leeuw, Chiara Ludemann, Tommie Luyben, Niran Straub, Paul Turner, Emily Tzivanidou, Josef Degabriele, David Eisinger, Maria Graciano, János Hárot, Rasarani Keilman, Chanine Khodabaks, Scott Spreadbury, Omayra Telehala

### Vervanging
- Charly Luske begint met de rol van Britt vanwege een blessure van Martin van der Starre
- Charly Luske en Ruud van Overdijk delen de rol van Britt met ingang van 16 september 2010
- Marlon David Henry vervangt Ruud van Overdijk als Britt #2 met ingang van 10 november 2010
- Pia Douwes verlaat de rol van Killer Queen op 5 december 2010
- Danielle Veneman speelde na het vertrek van Douwes de rol van Killer Queen gedurende de hele maand december 2010
- Jacqueline Goedmakers vervangt Laurie Reijs als Ensemble/US Ozzy met ingang van 02 januari 2011
- Antje Monteiro speelt de rol van Killer Queen vanaf 24 februari 2011
- Martin van der Starre vervangt Charly Luske/Marlon David Henry als Britt per 24 februari 2011
- Charly Luske keert terug naar de rol van Alternate Britt per 23 januari 2011
- Laurie Reijs keert terug als Ensemble/US Ozzy met ingang van 7 juni 2011

## België
Vanaf 25 augustus 2011 was We Will Rock You te zien in Antwerpen met een licht gewijzigde cast.
Cast
- Galileo - Tim Driesen
- understudy Galileo - Sandor Stürbl
- Scaramouche - Marjolein Teepen
- understudy Scaramouche - Lara Grünfeld, Tineke Ogink, Latoya Rafaela
- Killer Queen - Goele De Raedt
- understudy Killer Queen - Willemijn de Vries
- Khashoggi - Paul Donkers
- understudy Kashoggi - Martin Stritzko, Paul Disbergen
- Brit - Martin van der Starre
- understudy Brit - Marlon David Henry
- Ozzy - Floortje Smit
- understudy Ozzy - Laurie Reijs, Tineke Ogink
- Arno - Karel Deruwe
- understudy Arno - Paul Disbergen
- Rebellenleider - Martin Strizko
- understudy rebellenleider - Paul Disbergen, Niran Straub

Ensemble en Swings:
Katie Allday, Rohan van Beek, Racheal Crocker, Paul Disbergen, Golda Doof, Lara Grünfeld, Marjolein van Haren, Marlon David Henry, Samir Khan, Roderick de Leeuw, Tineke Ogink, Laurie Reijs, Niran Straub, Martin Stritzko, Sandor Strübl, Paul Turner, Emily Tzivanindou, Willemijn de Vries, Josef Degabriele, Janos Harot, Jennifer Hilton, Latoya Rafaela, Lars van Sermond, Omayra Telehala
Marjolein Teepen heeft op 18 juni 2012 de Vlaamse Musical Prijs voor beste vrouwelijke hoofdrol gewonnen voor haar rol van Scaramouche. Ook was ze al genomineerd in Nederland.

## Hitnotering: We will rock you (Original London cast)

### NederlandseAlbum Top 100
| Hitnotering: (Week 1) 26-06-2010 Hitnotering: (Week 2 t/m 15) 28-08-2010 t/m 27-11-2010 Hitnotering: (Week 16) 08-01-2011 Hitnotering: (Week 17 t/m 29) 22-01-2011 t/m 16-04-2011 Hitnotering: (Week 30 t/m 31) 30-04-2011 t/m 07-05-2011 Hitnotering: (Week 32) 21-05-2011 Hitnotering: (Week 33 t/m 34) 04-06-2011 t/m 11-06-2011 Hitnotering: (Week 35 t/m 40) 01-07-2011 t/m 06-08-2011 | Hitnotering: (Week 1) 26-06-2010 Hitnotering: (Week 2 t/m 15) 28-08-2010 t/m 27-11-2010 Hitnotering: (Week 16) 08-01-2011 Hitnotering: (Week 17 t/m 29) 22-01-2011 t/m 16-04-2011 Hitnotering: (Week 30 t/m 31) 30-04-2011 t/m 07-05-2011 Hitnotering: (Week 32) 21-05-2011 Hitnotering: (Week 33 t/m 34) 04-06-2011 t/m 11-06-2011 Hitnotering: (Week 35 t/m 40) 01-07-2011 t/m 06-08-2011 | Hitnotering: (Week 1) 26-06-2010 Hitnotering: (Week 2 t/m 15) 28-08-2010 t/m 27-11-2010 Hitnotering: (Week 16) 08-01-2011 Hitnotering: (Week 17 t/m 29) 22-01-2011 t/m 16-04-2011 Hitnotering: (Week 30 t/m 31) 30-04-2011 t/m 07-05-2011 Hitnotering: (Week 32) 21-05-2011 Hitnotering: (Week 33 t/m 34) 04-06-2011 t/m 11-06-2011 Hitnotering: (Week 35 t/m 40) 01-07-2011 t/m 06-08-2011 | Hitnotering: (Week 1) 26-06-2010 Hitnotering: (Week 2 t/m 15) 28-08-2010 t/m 27-11-2010 Hitnotering: (Week 16) 08-01-2011 Hitnotering: (Week 17 t/m 29) 22-01-2011 t/m 16-04-2011 Hitnotering: (Week 30 t/m 31) 30-04-2011 t/m 07-05-2011 Hitnotering: (Week 32) 21-05-2011 Hitnotering: (Week 33 t/m 34) 04-06-2011 t/m 11-06-2011 Hitnotering: (Week 35 t/m 40) 01-07-2011 t/m 06-08-2011 | Hitnotering: (Week 1) 26-06-2010 Hitnotering: (Week 2 t/m 15) 28-08-2010 t/m 27-11-2010 Hitnotering: (Week 16) 08-01-2011 Hitnotering: (Week 17 t/m 29) 22-01-2011 t/m 16-04-2011 Hitnotering: (Week 30 t/m 31) 30-04-2011 t/m 07-05-2011 Hitnotering: (Week 32) 21-05-2011 Hitnotering: (Week 33 t/m 34) 04-06-2011 t/m 11-06-2011 Hitnotering: (Week 35 t/m 40) 01-07-2011 t/m 06-08-2011 | Hitnotering: (Week 1) 26-06-2010 Hitnotering: (Week 2 t/m 15) 28-08-2010 t/m 27-11-2010 Hitnotering: (Week 16) 08-01-2011 Hitnotering: (Week 17 t/m 29) 22-01-2011 t/m 16-04-2011 Hitnotering: (Week 30 t/m 31) 30-04-2011 t/m 07-05-2011 Hitnotering: (Week 32) 21-05-2011 Hitnotering: (Week 33 t/m 34) 04-06-2011 t/m 11-06-2011 Hitnotering: (Week 35 t/m 40) 01-07-2011 t/m 06-08-2011 | Hitnotering: (Week 1) 26-06-2010 Hitnotering: (Week 2 t/m 15) 28-08-2010 t/m 27-11-2010 Hitnotering: (Week 16) 08-01-2011 Hitnotering: (Week 17 t/m 29) 22-01-2011 t/m 16-04-2011 Hitnotering: (Week 30 t/m 31) 30-04-2011 t/m 07-05-2011 Hitnotering: (Week 32) 21-05-2011 Hitnotering: (Week 33 t/m 34) 04-06-2011 t/m 11-06-2011 Hitnotering: (Week 35 t/m 40) 01-07-2011 t/m 06-08-2011 | Hitnotering: (Week 1) 26-06-2010 Hitnotering: (Week 2 t/m 15) 28-08-2010 t/m 27-11-2010 Hitnotering: (Week 16) 08-01-2011 Hitnotering: (Week 17 t/m 29) 22-01-2011 t/m 16-04-2011 Hitnotering: (Week 30 t/m 31) 30-04-2011 t/m 07-05-2011 Hitnotering: (Week 32) 21-05-2011 Hitnotering: (Week 33 t/m 34) 04-06-2011 t/m 11-06-2011 Hitnotering: (Week 35 t/m 40) 01-07-2011 t/m 06-08-2011 | Hitnotering: (Week 1) 26-06-2010 Hitnotering: (Week 2 t/m 15) 28-08-2010 t/m 27-11-2010 Hitnotering: (Week 16) 08-01-2011 Hitnotering: (Week 17 t/m 29) 22-01-2011 t/m 16-04-2011 Hitnotering: (Week 30 t/m 31) 30-04-2011 t/m 07-05-2011 Hitnotering: (Week 32) 21-05-2011 Hitnotering: (Week 33 t/m 34) 04-06-2011 t/m 11-06-2011 Hitnotering: (Week 35 t/m 40) 01-07-2011 t/m 06-08-2011 | Hitnotering: (Week 1) 26-06-2010 Hitnotering: (Week 2 t/m 15) 28-08-2010 t/m 27-11-2010 Hitnotering: (Week 16) 08-01-2011 Hitnotering: (Week 17 t/m 29) 22-01-2011 t/m 16-04-2011 Hitnotering: (Week 30 t/m 31) 30-04-2011 t/m 07-05-2011 Hitnotering: (Week 32) 21-05-2011 Hitnotering: (Week 33 t/m 34) 04-06-2011 t/m 11-06-2011 Hitnotering: (Week 35 t/m 40) 01-07-2011 t/m 06-08-2011 | Hitnotering: (Week 1) 26-06-2010 Hitnotering: (Week 2 t/m 15) 28-08-2010 t/m 27-11-2010 Hitnotering: (Week 16) 08-01-2011 Hitnotering: (Week 17 t/m 29) 22-01-2011 t/m 16-04-2011 Hitnotering: (Week 30 t/m 31) 30-04-2011 t/m 07-05-2011 Hitnotering: (Week 32) 21-05-2011 Hitnotering: (Week 33 t/m 34) 04-06-2011 t/m 11-06-2011 Hitnotering: (Week 35 t/m 40) 01-07-2011 t/m 06-08-2011 | Hitnotering: (Week 1) 26-06-2010 Hitnotering: (Week 2 t/m 15) 28-08-2010 t/m 27-11-2010 Hitnotering: (Week 16) 08-01-2011 Hitnotering: (Week 17 t/m 29) 22-01-2011 t/m 16-04-2011 Hitnotering: (Week 30 t/m 31) 30-04-2011 t/m 07-05-2011 Hitnotering: (Week 32) 21-05-2011 Hitnotering: (Week 33 t/m 34) 04-06-2011 t/m 11-06-2011 Hitnotering: (Week 35 t/m 40) 01-07-2011 t/m 06-08-2011 | Hitnotering: (Week 1) 26-06-2010 Hitnotering: (Week 2 t/m 15) 28-08-2010 t/m 27-11-2010 Hitnotering: (Week 16) 08-01-2011 Hitnotering: (Week 17 t/m 29) 22-01-2011 t/m 16-04-2011 Hitnotering: (Week 30 t/m 31) 30-04-2011 t/m 07-05-2011 Hitnotering: (Week 32) 21-05-2011 Hitnotering: (Week 33 t/m 34) 04-06-2011 t/m 11-06-2011 Hitnotering: (Week 35 t/m 40) 01-07-2011 t/m 06-08-2011 | Hitnotering: (Week 1) 26-06-2010 Hitnotering: (Week 2 t/m 15) 28-08-2010 t/m 27-11-2010 Hitnotering: (Week 16) 08-01-2011 Hitnotering: (Week 17 t/m 29) 22-01-2011 t/m 16-04-2011 Hitnotering: (Week 30 t/m 31) 30-04-2011 t/m 07-05-2011 Hitnotering: (Week 32) 21-05-2011 Hitnotering: (Week 33 t/m 34) 04-06-2011 t/m 11-06-2011 Hitnotering: (Week 35 t/m 40) 01-07-2011 t/m 06-08-2011 | Hitnotering: (Week 1) 26-06-2010 Hitnotering: (Week 2 t/m 15) 28-08-2010 t/m 27-11-2010 Hitnotering: (Week 16) 08-01-2011 Hitnotering: (Week 17 t/m 29) 22-01-2011 t/m 16-04-2011 Hitnotering: (Week 30 t/m 31) 30-04-2011 t/m 07-05-2011 Hitnotering: (Week 32) 21-05-2011 Hitnotering: (Week 33 t/m 34) 04-06-2011 t/m 11-06-2011 Hitnotering: (Week 35 t/m 40) 01-07-2011 t/m 06-08-2011 | Hitnotering: (Week 1) 26-06-2010 Hitnotering: (Week 2 t/m 15) 28-08-2010 t/m 27-11-2010 Hitnotering: (Week 16) 08-01-2011 Hitnotering: (Week 17 t/m 29) 22-01-2011 t/m 16-04-2011 Hitnotering: (Week 30 t/m 31) 30-04-2011 t/m 07-05-2011 Hitnotering: (Week 32) 21-05-2011 Hitnotering: (Week 33 t/m 34) 04-06-2011 t/m 11-06-2011 Hitnotering: (Week 35 t/m 40) 01-07-2011 t/m 06-08-2011 | Hitnotering: (Week 1) 26-06-2010 Hitnotering: (Week 2 t/m 15) 28-08-2010 t/m 27-11-2010 Hitnotering: (Week 16) 08-01-2011 Hitnotering: (Week 17 t/m 29) 22-01-2011 t/m 16-04-2011 Hitnotering: (Week 30 t/m 31) 30-04-2011 t/m 07-05-2011 Hitnotering: (Week 32) 21-05-2011 Hitnotering: (Week 33 t/m 34) 04-06-2011 t/m 11-06-2011 Hitnotering: (Week 35 t/m 40) 01-07-2011 t/m 06-08-2011 | Hitnotering: (Week 1) 26-06-2010 Hitnotering: (Week 2 t/m 15) 28-08-2010 t/m 27-11-2010 Hitnotering: (Week 16) 08-01-2011 Hitnotering: (Week 17 t/m 29) 22-01-2011 t/m 16-04-2011 Hitnotering: (Week 30 t/m 31) 30-04-2011 t/m 07-05-2011 Hitnotering: (Week 32) 21-05-2011 Hitnotering: (Week 33 t/m 34) 04-06-2011 t/m 11-06-2011 Hitnotering: (Week 35 t/m 40) 01-07-2011 t/m 06-08-2011 | Hitnotering: (Week 1) 26-06-2010 Hitnotering: (Week 2 t/m 15) 28-08-2010 t/m 27-11-2010 Hitnotering: (Week 16) 08-01-2011 Hitnotering: (Week 17 t/m 29) 22-01-2011 t/m 16-04-2011 Hitnotering: (Week 30 t/m 31) 30-04-2011 t/m 07-05-2011 Hitnotering: (Week 32) 21-05-2011 Hitnotering: (Week 33 t/m 34) 04-06-2011 t/m 11-06-2011 Hitnotering: (Week 35 t/m 40) 01-07-2011 t/m 06-08-2011 | Hitnotering: (Week 1) 26-06-2010 Hitnotering: (Week 2 t/m 15) 28-08-2010 t/m 27-11-2010 Hitnotering: (Week 16) 08-01-2011 Hitnotering: (Week 17 t/m 29) 22-01-2011 t/m 16-04-2011 Hitnotering: (Week 30 t/m 31) 30-04-2011 t/m 07-05-2011 Hitnotering: (Week 32) 21-05-2011 Hitnotering: (Week 33 t/m 34) 04-06-2011 t/m 11-06-2011 Hitnotering: (Week 35 t/m 40) 01-07-2011 t/m 06-08-2011 | Hitnotering: (Week 1) 26-06-2010 Hitnotering: (Week 2 t/m 15) 28-08-2010 t/m 27-11-2010 Hitnotering: (Week 16) 08-01-2011 Hitnotering: (Week 17 t/m 29) 22-01-2011 t/m 16-04-2011 Hitnotering: (Week 30 t/m 31) 30-04-2011 t/m 07-05-2011 Hitnotering: (Week 32) 21-05-2011 Hitnotering: (Week 33 t/m 34) 04-06-2011 t/m 11-06-2011 Hitnotering: (Week 35 t/m 40) 01-07-2011 t/m 06-08-2011 | Hitnotering: (Week 1) 26-06-2010 Hitnotering: (Week 2 t/m 15) 28-08-2010 t/m 27-11-2010 Hitnotering: (Week 16) 08-01-2011 Hitnotering: (Week 17 t/m 29) 22-01-2011 t/m 16-04-2011 Hitnotering: (Week 30 t/m 31) 30-04-2011 t/m 07-05-2011 Hitnotering: (Week 32) 21-05-2011 Hitnotering: (Week 33 t/m 34) 04-06-2011 t/m 11-06-2011 Hitnotering: (Week 35 t/m 40) 01-07-2011 t/m 06-08-2011 | Hitnotering: (Week 1) 26-06-2010 Hitnotering: (Week 2 t/m 15) 28-08-2010 t/m 27-11-2010 Hitnotering: (Week 16) 08-01-2011 Hitnotering: (Week 17 t/m 29) 22-01-2011 t/m 16-04-2011 Hitnotering: (Week 30 t/m 31) 30-04-2011 t/m 07-05-2011 Hitnotering: (Week 32) 21-05-2011 Hitnotering: (Week 33 t/m 34) 04-06-2011 t/m 11-06-2011 Hitnotering: (Week 35 t/m 40) 01-07-2011 t/m 06-08-2011 | Hitnotering: (Week 1) 26-06-2010 Hitnotering: (Week 2 t/m 15) 28-08-2010 t/m 27-11-2010 Hitnotering: (Week 16) 08-01-2011 Hitnotering: (Week 17 t/m 29) 22-01-2011 t/m 16-04-2011 Hitnotering: (Week 30 t/m 31) 30-04-2011 t/m 07-05-2011 Hitnotering: (Week 32) 21-05-2011 Hitnotering: (Week 33 t/m 34) 04-06-2011 t/m 11-06-2011 Hitnotering: (Week 35 t/m 40) 01-07-2011 t/m 06-08-2011 | Hitnotering: (Week 1) 26-06-2010 Hitnotering: (Week 2 t/m 15) 28-08-2010 t/m 27-11-2010 Hitnotering: (Week 16) 08-01-2011 Hitnotering: (Week 17 t/m 29) 22-01-2011 t/m 16-04-2011 Hitnotering: (Week 30 t/m 31) 30-04-2011 t/m 07-05-2011 Hitnotering: (Week 32) 21-05-2011 Hitnotering: (Week 33 t/m 34) 04-06-2011 t/m 11-06-2011 Hitnotering: (Week 35 t/m 40) 01-07-2011 t/m 06-08-2011 |
| Week: | 1 | | 2 | 3 | 4 | 5 | 6 | 7 | 8 | 9 | 10 | 11 | 12 | 13 | 14 | 15 | | 16 | | 17 | 18 | 19 | 20 | 21 |
| --- | --- | --- | --- | --- | --- | --- | --- | --- | --- | --- | --- | --- | --- | --- | --- | --- | --- | --- | --- | --- | --- | --- | --- | --- |
| Positie: | 79 | uit | 52 | 50 | 47 | 39 | 50 | 94 | 42 | 63 | 56 | 50 | 62 | 79 | 75 | 91 | uit | 31 | uit | 90 | 71 | 71 | 84 | 49 |
| Week: | 22 | 23 | 24 | 25 | 26 | 27 | 28 | 29 | | 30 | 31 | | 32 | | 33 | 34 | | 35 | 36 | 37 | 38 | 39 | 40 | |
| Positie: | 80 | 60 | 62 | 90 | 66 | 75 | 64 | 89 | uit | 90 | 79 | uit | 54 | uit | 97 | 64 | uit | 47 | 59 | 66 | 69 | 58 | 61 | uit |